# Bailey (Colorado)
Pour les articles homonymes, voir Bailey.
Bailey est une localité américaine située dans le comté de Park, dans l’État du Colorado, à une altitude de 2 364 m.

## Histoire
Ann et William Newman Bailey fondèrent leur ranch et un relai d'étape à Bailey en 1864, puis construisirent un hôtel vers 1865. Le Denver & South Park Railroad atteint Bailey en 1878 et un bureau de poste ouvrit le 20 novembre 1878 posant alors tous les jalons d'une petite ville.

## Source
- (en) Cet article est partiellement ou en totalité issu de l’article de Wikipédia en anglais intitulé « Bailey, Colorado » (voir la liste des auteurs).